# Distretto di Nkayi (Zimbabwe)
Il distretto di Nyaki è uno dei 7 distretti che compongono la Provincia del Matabeleland Settentrionale, in Zimbabwe. Ha uba popolazione di 112.471 abitanti e una superficie di 4.831 km². Ha come capoluogo Nyaki.

## Demografia
| Censimento (Anno) | Popolazione      |
| ----------------- | ---------------- |
| 2002              | 112.227          |
| 2012              | 109.135 (-0,28%) |
| 2022              | 112.471 (+0,31%) |